# İnkışla

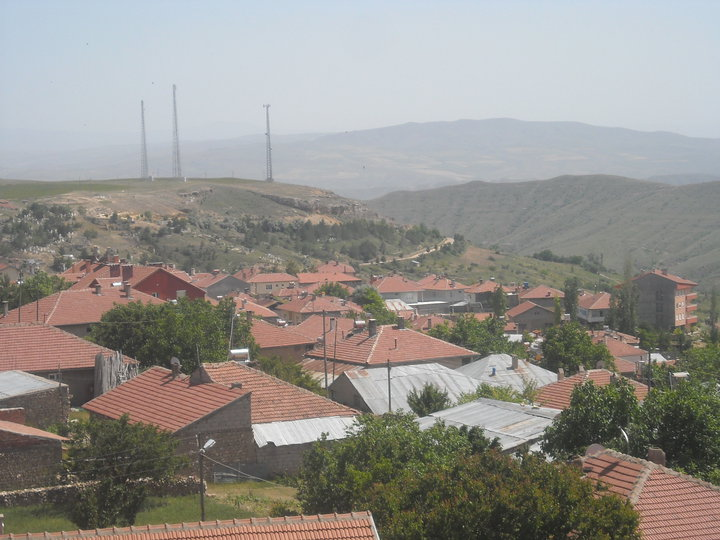

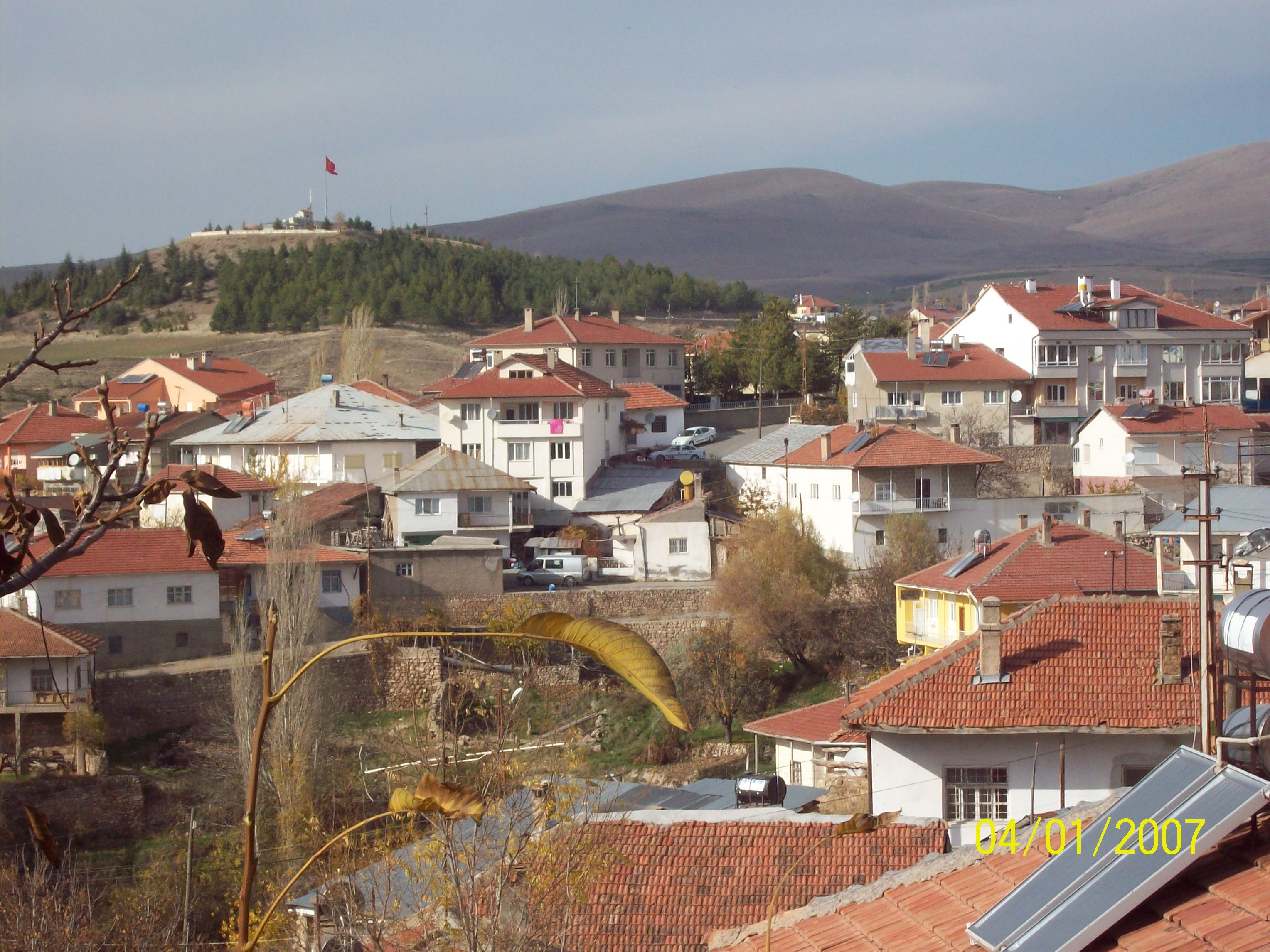

İnkışla (oude naam; Inköy) is een Turks dorp in het district Gemerek in de provincie Sivas. Sizir, Çepni, Keklicek en Örenyurt zijn de buurplaatsen van İnkışla.
Het dorp werd een tijd lang bestuurd door een burgemeester. De status van de plaats werd echter weer teruggedraaid en is sindsdien een 'Muhtarlik' en is de bestuurder een muhtar. Het dorp kenmerkt zich door zijn uitzicht, de In-grotten, Pinarbasi en de Kustepe ('de Vogelheuvel').